# Stora Lulevatten
Stora Lulevatten, Lule-Samisch: Stuor Julevu, is een stuwmeer voor de elektriciteitscentrale van Porjus in het noorden van Zweden op 372 meter boven zeeniveau. Het meer heeft een oppervlakte van 155 km². Het meer ligt in de gemeenten Jokkmokk en Gällivare en de Luleälven stroomt door het meer heen.